# Cocosplattan

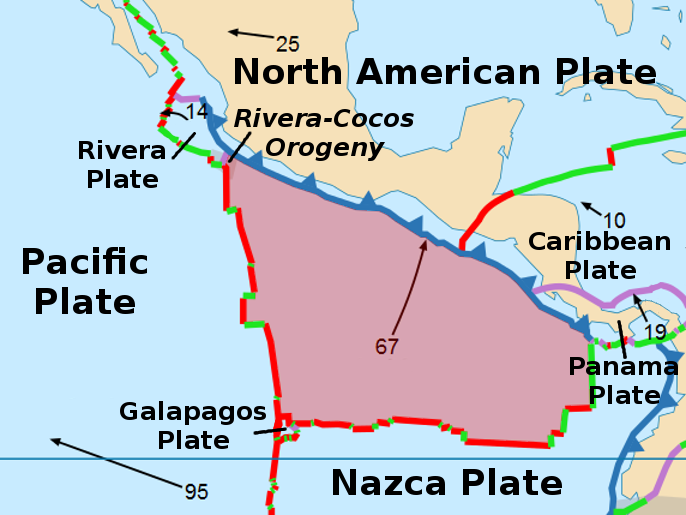
Cocosplattan

Cocosplattan, uppkallad efter Cocosön (Isla del Coco) utanför Costa Ricas kust, är en litosfärplatta med oceanisk jordskorpa väster om Centralamerika. 
Cocosplattan är, tillsammans med den i söder angränsande Nazcaplattan, en rest av den tidigare Farallonplattan, som slutligen bröts upp för ungefär 23 miljoner år sedan, då en spridningszon uppstod mellan dessa två delar.
Även i väster har Cocosplattan en spridningszon, mot Stillahavsplattan, medan den i nordost skjuts in under både den nordamerikanska och den karibiska plattan.